# Небо над Монтаном
Небо над Монтаном (енгл. Montana Sky) је амерички телевизијски филм из 2007. године у режији Мајка Роба са Ешли Вилијамс, Џоном Корбетом и Шарлот Рос у главним улогама. Заснован је на истоименом роману Норе Робертс из 1996. године и део је колекције филмова Норе Робертс из 2007. која такође укључује Убиство у Ејнџелс Фолу, Плави дим и Месец над Каролином. Премијерно је приказан 5. фебруара 2007. на Лајфтајму. Иако је смештен у Монтани, заправо је снимљен у провинцијама Алберта и Британској Колумбији.

## Радња
На спровод Џека Мерсија је дошло много људи и то само да би се уверили да је заиста мртав. Оставља један од највећих ранчева у Монтани својим отуђеним ћеркама уз једну необичну клаузулу у опоруци: да три сестре, које су заправо странци једне друге, морају провести годину дана на ранчу или ће изгубити наследство. Чим се упознају, фармерка Вила, холивудска списатељица Тес и интровертирана Лили схвате да се не подносе али пристају углавном зато што свака добија деонице у вредности од осам милиона долара. Највећи проблем са којим се жене суочавају, међутим, јесте откриће саботера у њиховој средини. Чини се да је, када им је отац умро, иза себе оставио неке огорчене непријатеље који би волели да му ћерке пропадају. Сада, да би добили оно што им по праву припада, три сестре ће морати да раде више него икада раније да поправе неред који је њихов отац оставио иза себе. У почетку проналазе убијене животиње, а затим и људе, што их упозорава да ће успети само ако се држе заједно. У борби за очување наслеђа и сопствених живота оне постају сестре и проналазе оно за чим трагају цели живот – љубав и породицу.

## Улоге
| Глумац          | Улога         |
| --------------- | ------------- |
| Ешли Вилијамс   | Вила Мерси    |
| Џон Корбет      | Бен Макинон   |
| Шарлот Рос      | Тес Мерси     |
| Дајана Лед      | Бес           |
| Лаура Меннелл   | Лили Мерси    |
| Натанијел Аркан | Адам Волфчилд |
| ПАрон Перл      | Нејт Торенс   |
| Том Кери        | Џим           |
| Скот Хајндл     | Џеси Карн     |